# Ballerina

Die Ballerina Ekaterina Krysanova in Dornröschen, Bolschoi-Theater 2012

Eine Ballerina, in maskuliner Form Ballerino, ist eine Tänzerin eines Tanzensembles oder eines Balletts. Der Begriff stammt aus der italienischen Sprache und bedeutet übersetzt Tänzerin.
Die führende Solotänzerin eines Ballett-Ensembles oder ganz allgemein die Tänzerin einer Hauptrolle in einer Ballett-Aufführung wird Primaballerina genannt. Die jeweils beste ihrer Zeit wird Primaballerina assoluta genannt.
Bekannte Ballerinen finden sich in der Liste bedeutender Tänzer.